# District de Kudat
Le district de Kudat (malais : Daerah Kudat) est un district administratif de l'État malaisien de Sabah, qui fait partie de la Division de Kudat. La capitale du district est dans la ville de Kudat.

### Liens connexes
- Districts de Malaisie